# Pluvialis
Pluvialis is een geslacht van vogels uit de familie kieviten en plevieren (Charadriidae). Het geslacht telt vier soorten.

## Soorten
- Pluvialis apricaria – Goudplevier
- Pluvialis dominica – Amerikaanse goudplevier
- Pluvialis fulva – Aziatische goudplevier
- Pluvialis squatarola – Zilverplevier